# ایمیج پلی گراند
برنامه ی ایمیج پلی گراند به انگلیسی: (Image Playground) یک برنامه ی ساخته شده بر پایه هوش مصنوعی توسط شرکت اپل است. این برنامه هم زمان با انتشار نسخه ی ای او اس ۱۸.۲ در اپ استور(App Store) پدیدار آمد و می توان این برنامه را یکی از تحول های چشمگیر بر هوش مصنوعی نامید! کارایی این برنامه این است که رسانه و نوشتار های ورودی را می گیرد و آنها را به صورت ادغام با هوش مصنوعی (AI) خروجی می دهد. همچنین کارایی کاربردی دیگر آن ساخت «جنموجی» است که با آن می توان با دادن اطلاعات مورد نظر از اموجی مدنظر، آن را گرفت و به مخاطبین ارسال کرد.
از ویژگی های این برنامه می توان به سرعت پردازش اطلاعات ورودی و خروجی اشاره کرد که اغلب اطلاعات را کمتر از چند ثانیه پردازش و به صورت خروجی می دهد.